# Deutsche Poolbillard-Meisterschaft 2002 (Senioren)
Die Deutsche Poolbillard-Meisterschaft 2002 war die 18. Austragung zur Ermittlung der nationalen Meistertitel der Senioren in der Billardvariante Poolbillard. Sie wurde in Willingen ausgetragen.
Es wurden die Deutschen Meister in den Disziplinen 14/1 endlos, 8-Ball, 9-Ball und 8-Ball-Pokal ermittelt.

## Medaillengewinner
| Disziplin    | Gold                            | Silber                              | Bronze                              | Bronze                                  |
| ------------ | ------------------------------- | ----------------------------------- | ----------------------------------- | --------------------------------------- |
| 14/1 endlos  | Günter Geisen (BC Oberhausen)   | Wolfgang Siethoff (BC Sindelfingen) | Werner Kohnle (BSC Augsburg)        | Rolf Commerscheidt (PBC Fortuna Aachen) |
| 8-Ball       | Ralf Wasckewitz (BC Oberhausen) | Oskar Gold (PC 69 Babenhausen)      | Jörg Rywotzki (BC Oberhausen)       | Willi Ludwig (PBF Knielingen)           |
| 9-Ball       | Jörg Rywotzki (BC Oberhausen)   | Werner Kohnle (BSC Augsburg)        | Wolfgang Regitz (PBF Blieskastel)   | Rolf Commerscheidt (PBC Fortuna Aachen) |
| 8-Ball-Pokal | Werner Kohnle (BSC Augsburg)    | Harald Heller (BC Colours Benrath)  | Hans-Jörg Müller (1. PBC Sonthofen) | Jörg Rywotzki (BC Oberhausen)           |

## Modus
Die 32 Spieler, die sich über die Landesmeisterschaften der Billard-Landesverbände qualifiziert haben, spielten zunächst im Doppel-KO-System. Ab dem Viertelfinale wurde im KO-System gespielt.

## Wettbewerbe
Aus Gründen der Übersichtlichkeit werden im Folgenden jeweils nur die 16 bestplatzierten Spieler notiert.

### 14/1 endlos
| Platz | Spieler            | Verein                    |
| ----- | ------------------ | ------------------------- |
| 1     | Günter Geisen      | BC Oberhausen             |
| 2     | Wolfgang Siethoff  | BC Sindelfingen           |
| 3     | Werner Kohnle      | BSC Augsburg              |
| 3     | Rolf Commerscheidt | PBC Fortuna Aachen        |
| 5     | Jörg Rywotzki      | BC Oberhausen             |
| 5     | Willi Ludwig       | PBF Knielingen            |
| 5     | Uwe Heiligenhaus   | 1. PBC Kempen             |
| 5     | Harald Heller      | BC Colours Benrath        |
| 9     | Karl Braun         | PBC Phönix Düren          |
| 9     | Ralf Waschkewitz   | BC Oberhausen             |
| 9     | Dieter Sellbach    | PBC Ballhunters Troisdorf |
| 9     | Oskar Gold         | PC 69 Babenhausen         |
| 13    | Peter Jansen       | 1. PBC Joker Geldern      |
| 13    | Jörg Friede        | PBC Magic Pool Fehmarn    |
| 13    | Peter Börgers      | 1. PBC Oberhausen         |
| 13    | Michael Reimer     | PBC Kreuzberg             |

### 8-Ball
| Platz | Spieler            | Verein                 |
| ----- | ------------------ | ---------------------- |
| 1     | Ralf Wasckewitz    | BC Oberhausen          |
| 2     | Oskar Gold         | PC 69 Babenhausen      |
| 3     | Jörg Rywotzki      | BC Oberhausen          |
| 3     | Willi Ludwig       | PBF Knielingen         |
| 5     | Günter Geisen      | BC Oberhausen          |
| 5     | Harald Heller      | BC Colours Benrath     |
| 5     | Hans-Jörg Müller   | 1. PBC Sonthofen       |
| 5     | Rolf Commerscheidt | 1. PBC Kempen          |
| 9     | Uwe Heiligenhaus   | 1. PBC Kempen          |
| 9     | Ronnie Hager       | PBC 77 Viktoria Berlin |
| 9     | Werner Kohnle      | BSC Augsburg           |
| 9     | Jörg Gutowski      | PBC Düren-Nord         |
| 13    | Kelly Blazio       | CC Landstuhl           |
| 13    | Richard Hartmann   | PBC Sand               |
| 13    | Hartmuth Leifhelm  | PBC Hellweg            |
| 13    | Liberato Pascale   | BF Nagelsberg          |

### 9-Ball
| Platz | Spieler            | Verein             |
| ----- | ------------------ | ------------------ |
| 1     | Jörg Rywotzki      | BC Oberhausen      |
| 2     | Werner Kohnle      | BSC Augsburg       |
| 3     | Wolfgang Regitz    | PBF Blieskastel    |
| 3     | Rolf Commerscheidt | PBC Fortuna Aachen |
| 5     | Günter Jäger       | PBF Mühlbach       |
| 5     | Willi Ludwig       | PBF Knielingen     |
| 5     | Ralf Waschkewitz   | BC Oberhausen      |
| 5     | Dieter Michel      | BC Dissen          |
| 9     | Thomas Baum        | BBV Mannheim       |
| 9     | Oskar Gold         | PC 69 Babenhausen  |
| 9     | Uwe Heiligenhaus   | 1. PBC Kempen      |
| 9     | Jörg Gutowski      | PBC Düren-Nord     |
| 13    | Michael Kny        | BV Pforzheim       |
| 13    | Michael Reimer     | PBC Kreuzberg      |
| 13    | Alexander Reinke   | PBC Lübeck         |
| 13    | Hans-Jörg Müller   | 1. PBC Sonthofen   |